# (19521) Chaos
(19521) Chaos – planetoida, obiekt transneptunowy z pasa Kuipera, obiekt typu cubewano.

## Odkrycie
Planetoida ta została odkryta 19 listopada 1998 roku w projekcie Deep Ecliptic Survey. Otrzymała ona najpierw oznaczenie prowizoryczne 1998 WH24.
Nazwa tej planetoidy pochodzi od pojęcia „chaos” z mitologii greckiej, odnoszącego się do pierwotnego stanu istnienia.

## Orbita
Orbita (19521) Chaosa nachylona jest do płaszczyzny ekliptyki pod kątem 12,06°. Na jeden obieg wokół Słońca ciało to potrzebuje ok. 309 lat, krążąc w średniej odległości 45,72 au od Słońca. Średnia prędkość orbitalna tej planetoidy to ok. 4,4 km/s.

## Właściwości fizyczne
Chaos ma średnicę szacowaną na ok. 600 km. Jego jasność absolutna jest równa 4,8m. Obiekt ten rotuje w czasie blisko 4 dni.